# Cenicriviroc
Cenicriviroc (INN, nombres en clave TAK-652, TBR-652 ) es un fármaco experimental candidato  a ser el tratamiento de la infección por VIH. y en combinación con Tropifexor para la esteatohepatitis no alcohólica. Está siendo desarrollado por Takeda y Tobira Therapeutics. 
Cenicriviroc es un inhibidor de los receptores CCR2 y CCR5, lo que le permite funcionar como un inhibidor de entrada que impide que el virus entre en una célula humana. La inhibición de CCR2 puede tener un efecto antiinflamatorio. 
En 2010 se realizó un estudio clínico doble ciego, aleatorizado, controlado con placebo para evaluar la actividad antiviral, la seguridad y la tolerabilidad de cenicriviroc. Los pacientes infectados por el VIH que tomaron cenicriviroc tuvieron reducciones significativas en la carga viral, y el efecto persistió hasta dos semanas después de la interrupción del tratamiento. Se están realizando ensayos clínicos adicionales de Fase II.
Los datos de la Fase IIb presentados en la XX Conferencia sobre Retrovirus e Infecciones Oportunistas (CROI) en marzo de 2013 mostraron tasas de supresión viral similares del 76% para los pacientes que tomaron 100   mg cenicriviroc, 73% con 200   mg cenicriviroc y 71% con efavirenz. Sin embargo, las tasas de no respuesta fueron más altas con cenicriviroc, en gran parte debido a una mayor deserción de los pacientes. Una nueva formulación de tableta con menor carga de pastillas puede mejorar la adherencia. Al observar los biomarcadores inmunes e inflamatorios, los niveles de MCP-1 aumentaron y el CD14 soluble disminuyó en los brazos cenicriviroc.